# Bates County
Bates County är ett administrativt område i delstaten Missouri, USA. År 2010 hade countyt 17 049 invånare. Den administrativa huvudorten (county seat) är Butler.

## Geografi
Enligt United States Census Bureau har countyt en total area på 2 205 km². 2 198 km² av den arean är land och 8 km² är vatten.

### Angränsande countyn
- Cass County - nord
- Henry County - nordost
- St. Clair County - sydost
- Vernon County - syd
- Linn County, Kansas - väst
- Miami County, Kansas - nordväst

### Orter
- Amsterdam
- Butler (huvudort)
- Hume